# Shunsuke Andō
Shunsuke Andō (jap. 安藤 駿介, Andō Shunsuke; * 10. August 1990 in Setagaya, Tokio) ist ein japanischer Fußballspieler.

## Laufbahn

### Verein
Andō begann während der Grundschulzeit mit dem Fußball, wo er für den Verein Valor SC West in Setagaya spielte. Während der Mittelschule wechselte er zur Jugendmannschaft des Erstligisten Kawasaki Frontale, von dem er nach seinem Schulabschluss unter Vertrag genommen wurde. 2013 wurde er an Shonan Bellmare ausgeliehen. 2017, 2018, 2020 und 2021 wurde er mit Frontale japanischer Meister. Den J.League Cup gewann er 2019, den Emperor’s Cup 2020.

### Nationalmannschaft
Mit der japanischen Nationalmannschaft qualifizierte er sich für die Olympischen Sommerspiele 2012.

## Erfolge
Kawasaki Frontale
- J1 League:  2017, 2018, 2020,  2021
- J. League Cup: 2019
- Emperor’s Cup: 2020